# Млодине-Дольне
Млодине-Дольне (пол. Młodynie Dolne) — село в Польщі, у гміні Радзанув Білобжезького повіту Мазовецького воєводства.
Населення — 192 особи (2011).
У 1975-1998 роках село належало до Радомського воєводства.

## Демографія
Демографічна структура станом на 31 березня 2011 року:
|          | Загалом | Допрацездатний вік | Працездатний вік | Постпрацездатний вік |
| -------- | ------- | ------------------ | ---------------- | -------------------- |
| Чоловіки | 96      | 25                 | 63               | 8                    |
| Жінки    | 96      | 30                 | 51               | 15                   |
| Разом    | 192     | 55                 | 114              | 23                   |